# Maejima Hisoka
O barão Maejima Hisoka (前島 密) (Joetsu, 24 de janeiro de 1835 – Yokosuka, 17 de abril de 1919) foi um estadista, político e empresário japonês da era Meiji. Fundou o serviço postal japonês.